# Фуранози

β-D-фруктофураноза в проєкції Хеуорса

Фуранóзи — циклічні напівацетальні форми моносахаридів, в яких цикл складається із 5 атомів (скелет тетрагідрофурану): одного атома оксигену та чотирьох атомів карбону.
У водних розчинах відбувається таутомеризація із розкриттям цикла, встановлюється рівновага між ациклічною формою, фуранозною (α, β) та піранозною (α, β) формами.